# Acrorchis roseola
Acrorchis roseola – gatunek roślin z monotypowego rodzaju Acrorchis z rodziny storczykowatych (Orchidaceae) występujący w Ameryce Środkowej w Kostaryce i Panamie.

## Systematyka
Gatunek sklasyfikowany do podplemienia Laeliinae w plemieniu Epidendreae, podrodzina epidendronowe (Epidendroideae), rodzina storczykowate (Orchidaceae), rząd szparagowce (Asparagales) w obrębie roślin jednoliściennych